# Булат, Гурген Осипович
Гурген Осипович Булат (1900, город Баку, теперь Азербайджан — 1949, Сахалинская область, Российская Федерация) — советский партийный деятель, 1-й секретарь Молдавского областного комитета КП(б)У. Член ЦК КП(б)У в июне 1933 — январе 1937 г.

## Биография
Родился в семье рабочего-нефтяника. В 1916 году окончил два класса городской начальной школы в городе Баку. В феврале 1916 — марте 1918 г. — мыловар частного мыловаренного завода в Баку.
Член РКП(б) с апреля 1918 года.
В апреле 1918 — феврале 1919 г. — начальник обозно-вещевых складов 34-й стрелковой дивизии РККА в городе Астрахани. В феврале — сентябре 1919 г. — красноармеец, политический комиссар эскадрона 7-й кавалерийской дивизии РККА. В октябре 1919 — июне 1920 г. — подпольный партийный работник, мыловар частных мыловаренных заводов в городах Баку и Тифлисе (Тбилиси).
В июне 1920 — мае 1921 г. — начальник отдела политического просвещения Бакинского уездного военкомата. В мае 1921 — июле 1922 г. — начальник школы военных комиссаров в городе Баку. В июле 1922 — марте 1923 г. — военный комиссар Шемахинского уездного военкомата Азербайджанской ССР. В апреле — декабре 1923 г. — комиссар укрепленного района Кавказского корпуса в городе Шуша Нагорного Карабаха. В январе — мае 1924 г. — начальник Сальянского уездного политбюро Чрезвычайной комиссии (ЧК) Азербайджанской ССР.
В июне 1924 — феврале 1925 г. — заместитель заведующего организационно-распределительного отдела Юго-Западного бюро ЦК РКП(б) в городе Ростове-на-Дону. В феврале 1925 — марте 1927 г. — заведующий организационного отдела Шахтинского окружного комитета ВКП(б) Северо-Кавказского края. В марте — октябре 1927 г. — заместитель заведующего организационного отдела Северо-Кавказского краевого комитета ВКП(б) в городе Ростове-на-Дону.
В октябре 1927 — сентябре 1929 г. — ответственный секретарь Чеченского областного комитета ВКП(б). В сентябре 1929 — декабре 1930 г. — слушатель курсов марксизма в Москве.
В декабре 1930 — декабре 1931 г. — секретарь Краснолучского районного комитета КП(б)У в Донбассе. В декабре 1931 — марте 1932 г. — заместитель председателя Центральной контрольной комиссии — заместитель народного комиссара рабоче-крестьянской инспекции Украинской ССР.
В марте 1932 — апреле 1933 г. — секретарь Харьковского областного комитета КП(б)У.
В апреле 1933 — сентябре 1935 г. — 1-й секретарь Молдавского областного комитета КП(б)У.
26 января—10 февраля 1934 года делегат XVII съезда ВКП(б).
В феврале 1936 — мае 1937 г. — 1-й секретарь Сталинского городского комитета ВКП(б) Западно-Сибирского края. В мае 1937 — январе 1940 г. — на лечении в Москве и Севастополе.
В январе 1940 — мае 1943 г. — ответственный инструктор, заместитель начальника организационно-инструкторского отдела Политического управления Народного комиссариата морского флота СССР. В мае 1943 — марте 1944 г. — помощник директора Московского заводоуправления «Самтреста».
Потом — в Сахалинской области РСФСР, где и умер в апреле 1949.